# Philodromus catagraphus
Philodromus catagraphus es una especie de araña cangrejo del género Philodromus, familia Philodromidae. Fue descrita científicamente por Simon en 1870.

## Distribución
Esta especie se encuentra en España.